# لويس راموس (لاعب كرة قدم مواليد 1966)
لويس راموس (بالإسبانية: Luis Ramos)‏ هو لاعب كرة قدم فنزويلي، ولد في 18 فبراير 1966. شارك مع منتخب فنزويلا لكرة القدم.

## وصلات خارجية
- لويس راموس (لاعب كرة قدم مواليد 1966) على موقع قاعدة بيانات كرة القدم.إي يو (الإنجليزية)
- لويس راموس (لاعب كرة قدم مواليد 1966) على موقع ناشيونال فوتبول تيمز (الإنجليزية)